# Kateryna Bondarenko
Kateryna Volodymyrivna Bondarenko, (ukrainska: Катерина Володимирівна Бондаренко) född 8 augusti 1986 i Kryvyi Rih, Ukrainska SSR, Sovjetunionen, är en högerhänt professionell tennisspelare från Ukraina.

## Tenniskarriären
Kateryna Bondarenko blev professionell WTA-spelare 2000 och har till februari 2008 ännu inte vunnit någon singeltitel på touren, men två i ITF-arrangerade turneringar. I dubbel har hon varit mer framgångsrik med två tourtitlar (däribland en i GS-turneringen Australiska öppna) och två i ITF-turneringar. Hon har spelat in $720 508 i prispengar.
Bondarenkos hittills främsta merit är dubbeltiteln i Grand Slam-turneringen Australiska öppna i januari 2008. Hon vann oseedad finalen tillsammans med sin syster Alona Bondarenko genom finalseger över Viktoryja Azaranka/Shahar Pe'er i tre set (2-6, 6-1, 6-4).
Kateryna Bondarenko deltog i det ukrainska Fed Cup-laget 2005-08. Hon har spelat 13 matcher för laget och vunnit 10 av dem.

## Grand Slam-titlar
- Australiska öppna
  - Dubbel - 2008 (med Alona Bondarenko)

## ÖvrigaWTA-titlar
- Dubbel
  - 2008 - Paris inomhus (med Alona Bondarenko)

### Webbkällor
- WTA, spelarprofil